# Legal High (韓國電視劇)
《Legal High》，為韓國JTBC於2019年2月8日起播出的金土連續劇，由《Mrs. Cop 2》的金政賢、金尚浩導演與《重案組》的朴成鎮作家合作打造。此劇改編及翻拍自日劇《Legal High》，講述勝訴率100%的律師高泰林（晉久飾）和擁有100%正義感的律師徐在仁（徐恩秀飾），以截然不同的性格挑戰殺氣騰騰又充滿笑料的法律故事。
香港地區由Viu播出。台灣地區由KKTV、LINE TV、friDay影音每周六日中午12點上架播出。

## 演員陣容

### 主要人物
| 演員                    | 角色   | 原版角色   | 介紹 | 香港配音 |
| 晉久 （少年：崔乘訓）   | 高泰林 | 古美門研介 | 傲慢十足且無時無刻不在毒舌的勝率100%怪咖律師，綽號「怪泰」。十分的害怕靈異事件。在他看來，無論是刑事案還是民事案，沒有打贏的官司都毫無意義可言，只要失敗了一次別說是律師了，連人都不要做算了，雖然其要求的律師費驚人，但卻總是能夠以驚人的實力帶來官司的勝利。 | 蔡威賢   |
| 徐恩秀 （少年：金多仁） | 徐在仁 | 黛真知子   | 在司法研修院成績墊底的新人，正義感十足的菜鳥律師。雖然一心想要當個為委屈的委託人辯護的正義律師，但卻屢屢在現實中碰壁，最終為了委託人以自己的律政人生為擔保，決定與一心只看錢和勝利的高泰林律師事務所簽約。                                                     | 陳雪瑩   |
| 蔡貞安                  | 閔周京 | 澤地君江   | B&G律師事務所的情報員兼合夥人。雖然看上去柔弱，卻有著無法想像的反轉魅力，為B&G律所出謀劃策。 | 馮詠恩   |
| 尹博                    | 姜基碩 | 羽生晴樹   | 高泰林律師事務所的競爭對手B&G的菁英律師、高泰林的徒弟。雖然從師父泰林那裡學到作為律師打贏官司的方法，但他與自己的師父不一樣，是一位溫和、有魅力的律師。 | 袁德基   |

### 高泰林律師事務所
| 演員   | 角色   | 原版角色 | 介紹 | 香港配音 |
| 李順載 | 具世宗 | 服部     | 高太林律師事務所業務員兼執事，是一個無所不能的萬能長輩。從泰林離開B&G，獨自開設事務所開始，他就成爲了泰林的事務長。 | 黃志明   |
| 張宥尚 | 金伊秀 | 加賀蘭丸 | 泰林的情報員兼話劇演員。夢想着成爲偶像歌手，卻因爲被惡毒製作合約絆住而被利用，最後因爲泰林在奴隸合約上勝訴。        | 陳力航   |

### B&G律師事務所
| 演員   | 角色   | 原版角色   | 介紹 | 香港配音 |
| 金秉玉 | 方大韓 | 三木長一郎 | B&G律師事務所的代表。作爲部長檢察官出身的律師建立律師事務所，憑藉特有的親和力和破格性選拔人才，短時間內成長爲業界上位圈的律師事務所的B&G律師事務所的創始人之一。 | 羅偉亮   |
| 鄭尚勳 | 尹尚久 |            | B&G的律師。意圖擊垮泰林後東山再起，雖然外表看上去很粗鄙，但一喝酒就變成很愛吐苦水的嘮叨的中年男人。                                                              | 郭湛深   |
| 朴龍   |        |            | |          |

### 在仁周邊人物
| 演員   | 角色   | 原版角色 | 介紹 | 香港配音 |
| 文藝元 | 南雪熙 |          | 在仁的大學同學。因爸爸是江南數一數二的地產界財閥，再加上有着教育熱情的媽媽，她順利地進入了法學院。但是，她在模擬考試中總是得到最高分數，但一進入考場就會出現頭髮發白的症狀，因此經過3年的復讀，終於瀟灑地放棄了考試，現在她以「爸爸準備的咖啡廳老闆」的身份生活。 | 植婉雯   |
| 金好貞 | 宋恩惠 |          | 前法官出身的教授，在仁的後援。過去因爲和在仁的父親有緣，所以把他獨自留下的在仁像自己的養女一樣帶回來照顧，讓她成爲現在的律師。 | 錢惠玲   |
| 安內相 | 徐東秀 |          | 在仁的爸爸。他抱着患病的妻子和年幼的女兒，甚至想到快要死去的時候，奇蹟般地抓住自己的手的人出現了。他矢言對恩人忠誠終生，因涉及某些事件而被迫離開在仁身邊。 | 何偉誠   |

### 漢江集團
| 演員   | 角色   | 原版角色 | 介紹 | 香港配音 |
| 金太亨 | 成基俊 |          | 漢江集團的接班人。唯我獨尊的反社會者。有憤怒調節障礙。憑藉金錢的力量凌駕於法律之上的他，與高泰林因惡緣糾纏在一起，成爲"命運的敵人"。 | 黃榮璋   |
| 全國煥 | 成賢久 |          | 漢江集團會長。 | 周鑫霆   |
| 鄭允民 | 表秘書 |          | 漢江集團成基俊代表的秘書。 |          |

### 其他人物
| 演員                    | 角色      | 原版角色    | 介紹 | 香港配音 |
| 車清華                  |           |             | 在仁的拳擊教練。 |          |
| 鄭恩彩                  | 都文京    | 圭子‧施奈德 | 女法官，與高泰林同在司法研習所研習時，常常因輸給高泰林而屈居而第二名。 曾經是高泰林的女友，但因偶然遇到自己的初戀而出軌，而高泰林為了保護她而故意與閔周京公開出軌，以避免其遭受批評。 | 何凱怡   |
| 曹璐                    | 王麗玲    |             | 王民集團副總裁。 |          |
| 明桂南                  |           |             | |          |
| 朴勝泰                  |           |             | |          |
| 周錫泰                  | 劉名錫    |             | 亮相電視節目的星級律師，徐在仁的老板，第一集被徐在仁暴打。 | 郭俊廷   |
| 許泰熙                  |           |             | |          |
| 姜斗                    | 安東尼奧  |             | 版權訴訟原告。 | 郭俊廷   |
| 玄朱妮                  | 蘇菲亞    |             | 版權訴訟原告。 | 顧詠雪   |
| 成秉淑                  | 吳女士    |             | 高泰林律師事務所屋主。 |          |
| 金史熙                  | 尹道熙    |             | 綽號「世紀惡女」，前兩任丈夫留下高額保險金，後來的男友死於氰化物中毒，也留下高額保險金。因罪証確鑿一審被判處死刑。                                                                    | 羅婉楓   |
| 卞洙炫                  | 詹姆斯·朴 |             | 版權訴訟被告。 |          |
| 文在元                  | 洪敏哲    |             | 婚紗照損害賠償請求訴訟被告人。 |          |
| 劉秀彬 （少年：車成霽） | 金炳泰    |             | 在仁的同學。被栽贓成殺人犯的工讀生。 | 竺諺鴻   |
| 利旻                    |           |             | 審問金炳泰的刑警。 | 周鑫霆   |
| 孫榮順                  |           |             | 因不滿高泰林而在法院門口進行個人示威的老婆婆。 |          |
| 裴江儒                  |           |             | 檢察官 |          |
| 洪羅京                  |           |             | 法官 |          |
| 李允尚                  |           |             | 版權訴訟承審法官。 |          |
| 周敏荷                  | 夏洛特    |             | 安東尼奧與蘇菲亞以前的朋友，現在是美甲師。 | 王綺婷   |
| 李泰恆                  | 羅哲振    |             | 彩妝師。工讀生殺人事件的嫌疑人。 |          |
| 鄭東奎                  |           |             | 部長法官。 |          |
| 安縷兒                  | 劉夏璘    |             | 天才童星。 | 廖欣怡   |
| 尹智淑                  | 申熙京    |             | 劉夏璘的媽媽。 | 陳凱婷   |
| 方岺                    | 高民錫    |             | 大法官出身的高泰林的父親。 | 郭俊廷   |
| 趙雅仁                  | 林宥拉    |             | 漢江化學排放有毒物質滲入地下水，中毒過深死亡的小女孩。 |          |
| 鄭炫錫                  | 李尚海    |             | 漢江化學被不當解僱的員工。 | 何偉誠   |
| 宋敬義                  | 趙錦先    |             | 漢江流通被不當解僱的員工。但他手中握有成基俊的不法証據，並以此要脅。 | 杜景煜   |
| 禹尚全                  | 鄭老先生  |             | 漢江化學排放有毒物質滲入地下水導致多人中毒，奉四里中的年長居民。 |          |
| 申哲振                  | 林爺爺    |             | 林宥拉的爺爺。 |          |
| 李允在                  | 董翰奇    |             | 負責尹道熙殺人案件的檢察官。 | 杜景煜   |
| 洪書俊                  | 李俊日    |             | 尹道熙的男友。 |          |
| 金智秀                  | 李荷娜    |             | 李俊日的女兒。 | 楊婉潼   |
| 李振木                  | 安裴達    |             | 尹道熙的前男友。 | 黎家希   |
| 尹福成                  |           |             | 尹道熙殺人案件承審法官。 |          |
| 金學善                  | 韓明道    |             | 找女巫作法想找到愛人的單身男。 |          |
| 車民赫                  |           |             | 韓明道提告事件的起訴檢察官。 |          |

## 原聲帶
Make A Dream

## 收視率
| 集數       | 播出日期   | AGB收視率        | AGB收視率      |
| 集數       | 播出日期   | 大韓民國（全國） | 首爾（首都圈） |
| ---------- | ---------- | ---------------- | -------------- |
| 1          | 2019/02/08 | 3.266%           | 3.738%         |
| 2          | 2019/02/09 | 3.038%           | 3.396%         |
| 3          | 2019/02/15 | 2.762%           | 2.892%         |
| 4          | 2019/02/16 | 2.497%           | 2.821%         |
| 5          | 2019/02/22 | 2.804%           | 2.815%         |
| 6          | 2019/02/23 | 2.666%           | 2.944%         |
| 7          | 2019/03/01 | 2.253%           |                |
| 8          | 2019/03/02 | 2.115%           | 2.305%         |
| 9          | 2019/03/08 | 2.218%           | 2.579%         |
| 10         | 2019/03/09 | 2.418%           | 2.632%         |
| 11         | 2019/03/15 | 2.340%           |                |
| 12         | 2019/03/16 | 2.515%           | 2.563%         |
| 13         | 2019/03/22 | 2.366%           |                |
| 14         | 2019/03/23 | 2.031%           |                |
| 15         | 2019/03/29 | 2.230%           |                |
| 16         | 2019/03/30 | 2.632%           | 2.578%         |
| 平均收視率 | 平均收視率 | 2.509%           | －             |

- 收視最低的集數以藍色表示，收視最高的集數以紅色表示，而空格則表示該集的收視沒有相關數據。

## 外部連結
- 韓國JTBC官方網站 （页面存档备份，存于）
- Legal High-NAVER （页面存档备份，存于）

| JTBC 金土劇                                  | JTBC 金土劇                                 | JTBC 金土劇 |
| -------------------------------------------- | ------------------------------------------- | ----------- |
|                                              | Legal High （2019年2月8日 - 2019年3月30日） |             |
| Sky Castle （2018年11月23日 - 2019年2月1日） | 美麗的世界 （2019年4月5日 - 2019年5月25日） |             |

| 臺灣 愛爾達影劇台 星期一至五 19:30 - 21:00 | 臺灣 愛爾達影劇台 星期一至五 19:30 - 21:00       | 臺灣 愛爾達影劇台 星期一至五 19:30 - 21:00 |
| ------------------------------------------ | ------------------------------------------------ | ------------------------------------------ |
|                                            | 王牌大律師 （2019年9月2日 - 2019年9月23日）      |                                            |
| 魔女之愛 （2019年8月15日 - 2019年8月30日） | 加油吧威基基2 （2019年9月24日 - 2019年10月15日） |                                            |

| 香港 Now劇集台 每日 22:00 - 23:00                     | 香港 Now劇集台 每日 22:00 - 23:00            | 香港 Now劇集台 每日 22:00 - 23:00         |
| ----------------------------------------------------- | -------------------------------------------- | ----------------------------------------- |
|                                                       | Legal High （2019年9月2日 - 2019年9月24日）  |                                           |
| 先熱情地打掃吧 （2019年8月9日 - 2019年9月1日）        | 耀眼 （2019年9月25日 - 2019年10月12日）      |                                           |
| 香港 ViuTV 星期一至五 20:30 - 21:30 · 1月1日 暫停播映 |                                              |                                           |
| 雞龍仙女傳 （2019年11月6日 - 2019年12月4日）          | Law界狂人 （2019年12月5日 - 2020年1月7日）   | 絕對達令 （2020年1月8日 - 2020年2月12日） |
| 香港 ViuTV 星期一至五 13:30－14:30                    |                                              |                                           |
| 天空城堡 （2020年10月9日－2020年11月23日）            | Law界狂人 （2020年11月24日－2020年12月24日） | 男朋友 （2020年12月28日－2021年1月29日）  |